# TYPO3
A TYPO3 (ejtsd: tipó három) egy PHP-alapú, nyílt forráskódú tartalomkezelő rendszer. Főként professzionális portálkészítésére alkalmas. Rengeteg funkcióval bővíthető. Felhasználói szempontból könnyen kezelhető adminisztrációs felülettel rendelkezik. Egyaránt használható Linux, Microsoft Windows, OS/2 vagy Mac OS X operációs rendszerek alatt.
A programot GNU General Public License alatt terjesztik.

## Ismertető
Modulorientált CMS, a TYPO3 modulokat itt Extension - öknek hívják, közvetlenül internetről lehet telepíteni.
A TYPO3 az oldalakat egy oldalfában tárolja, ebből képzi le a menüt. Lehetséges több weboldal egyazon oldalfában tárolása is, pl. Domain rekordok megadásával.
Az oldalakon belül rekordokat kezel. Egy rekord nagyon hasonló egy adatbázis-rekordhoz (sőt, valójában az), a különbség annyi, hogy minden rekord pontosan egy oldalon szerepel, és egy oldalon lehet többféle rekord is. Tipikus rekord: tartalomrekord, hírrekord, galériarekord. A rekordok csupán adatokat írnak le (ki írta a hírt, mi a címe, mi a szövege stb), a megjelenítést speciális tartalomrekordok, az ún. frontend pluginek kezelik.
A TYPO3 rendszer két részre bontható, úgymint frontend és backend. A backend az adminfelület, a frontend pedig az, amit a honlapból a látogatók látnak. Külön táblában vannak a szerkesztőfelhasználók (a backend-jogosultságokkal) és a frontend-felhasználók ("regisztrált felhasználók").

## Rendszerkövetelmények
- Windows, Linux, OS/2 vagy Mac OS X
- MySQL
- Apache vagy IIS
- PHP

## Külső hivatkozások
- Hivatalos honlap (angolul)
- A TYPO3 használatáról készült magyar nyelvű videók